# Schwarzheide
Schwarzheide là một đô thị thuộc huyện Oberspreewald-Lausitz, bang Brandenburg, Đức.